# ましゅう型補給艦
ましゅう型補給艦（ましゅうがたほきゅうかん 英語: Mashu-class replenishment oilers）は、海上自衛隊が運用する補給艦の艦級。建造費は約430億円。
本型は、2015年にいずも型ヘリコプター搭載護衛艦が就役するまでは最大の自衛艦であった。

## 設計
本型は、昭和62年度計画で建造された8,100トン型補給艦（62AOE）をもとに、補給能力を向上させるとともに任務の多様化に対応した性能向上型とされている。増大する護衛隊群の補給所要、機動運用する掃海隊群への支援、国際平和協力業務、国際緊急援助活動等の多様な事態に対応するため、当初は1万4,000トン型を計画したが、補給所要等を精査した結果、最終的に1万3,500トン型として建造することになった。

### 船体
構造様式は62AOEと同じく縦肋骨方式である。一部を除いて商船規格に基いて設計されている。船型は、62AOEと同じ上甲板の斉一化を図った長船首楼型を基本とするが、艦首部には更に1層の船首楼が設けられている。これは上甲板への波浪の影響を減らすための措置であった。このために従来のようなブルワークは省かれている。また揚錨機を船首楼内に配置したことで、投揚錨（錨関係）作業はここで実施することとされた。ただし、係留関係の機器や索具は船首楼上に装備される。。
抵抗低減のため艦首はバルバス・バウとされており、またこれとあわせて艦首部のラインも従来になく絞り込んだ特異な形状となっている。補給物資搭載スペースの確保と速力向上を両立するため、水線上を広くとる一方抵抗軽減を意図し水線部を絞り込んだ形状となり、両舷には顕著なナックルが設けてある。また艦尾もかなり絞られており、機械室付近から艦尾にかけて曲線を形成している。なおヘリコプター甲板長確保のため、艦尾にはオーバーハングが付されている。
船体部については、特に傾斜船型とされているわけではないが、上記の事情のために船体平行部は少ない。また上部構造物については、レーダー反射断面積（RCS）低減を意識して傾斜がつけられている。なお2021年からは、順次ロービジ（「ロービジビリティ」Low-visibilityの略）塗装への塗装変更が進んでおり、煙突頂部の汚れを目立たなくするための黒帯の廃止、艦番号及び艦名の灰色化かつ無影化、飛行甲板上の対空表示（航空機に対し艦番号下2桁を表示するための塗装）の消去などが行われている。
なお搭載艇としては、01甲板レベルの煙突両舷にダビットを設けて、11メートル作業艇を各1隻搭載している。また後部03甲板上には6.3メートル複合型作業艇1隻を搭載する。
また2番艦の「おうみ」には、新造時から女性用居住区が造られている（女性専用居住区は「ましゅう」にも設定されており、平成20年の対テロ作戦支援任務では14名の女性自衛官が参加した）。平成18年の対テロ戦争支援任務でのインド洋派遣（自衛隊インド洋派遣）にも19名の女性海上自衛官が参加している。

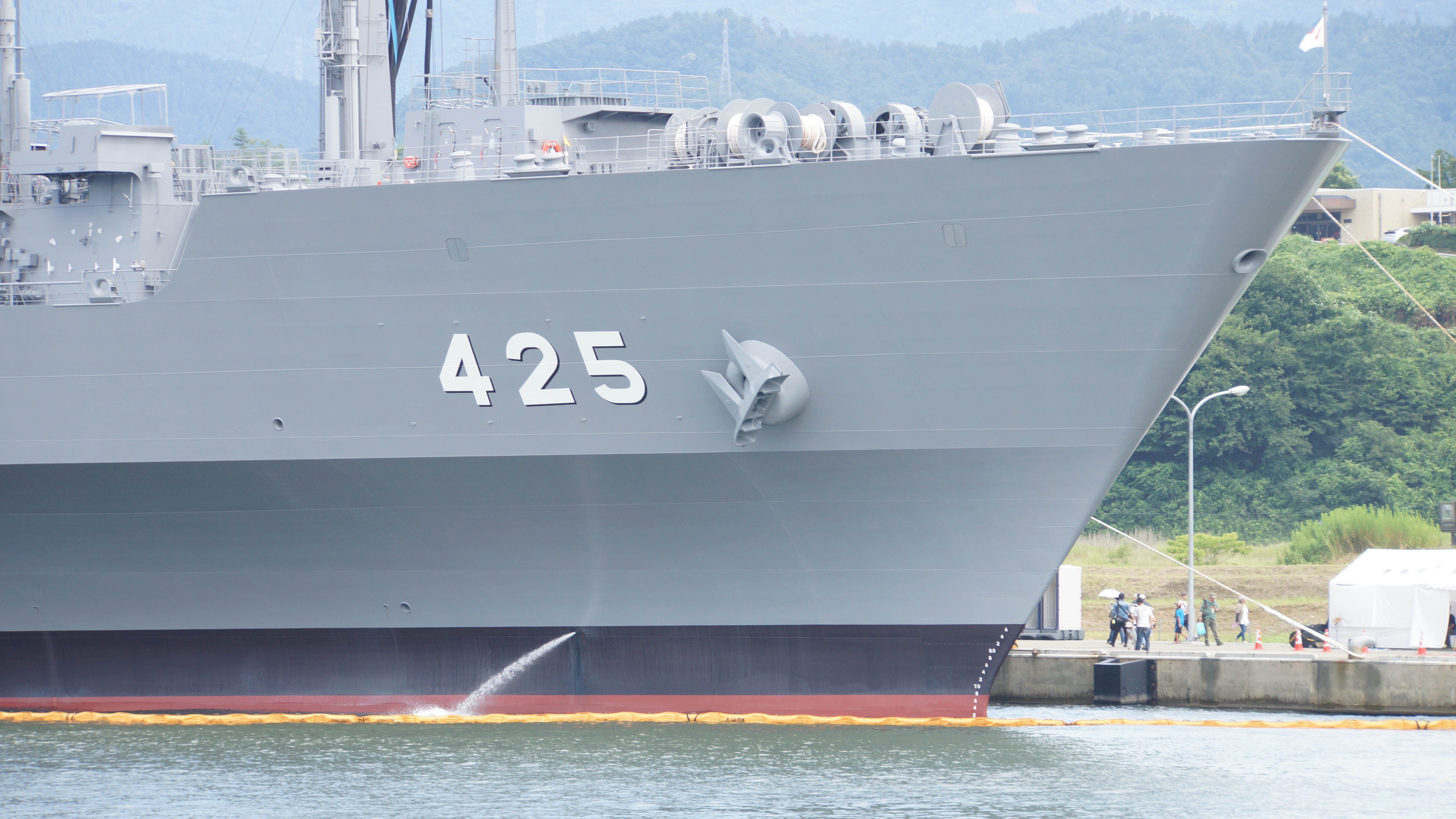
「ましゅう」の船首楼
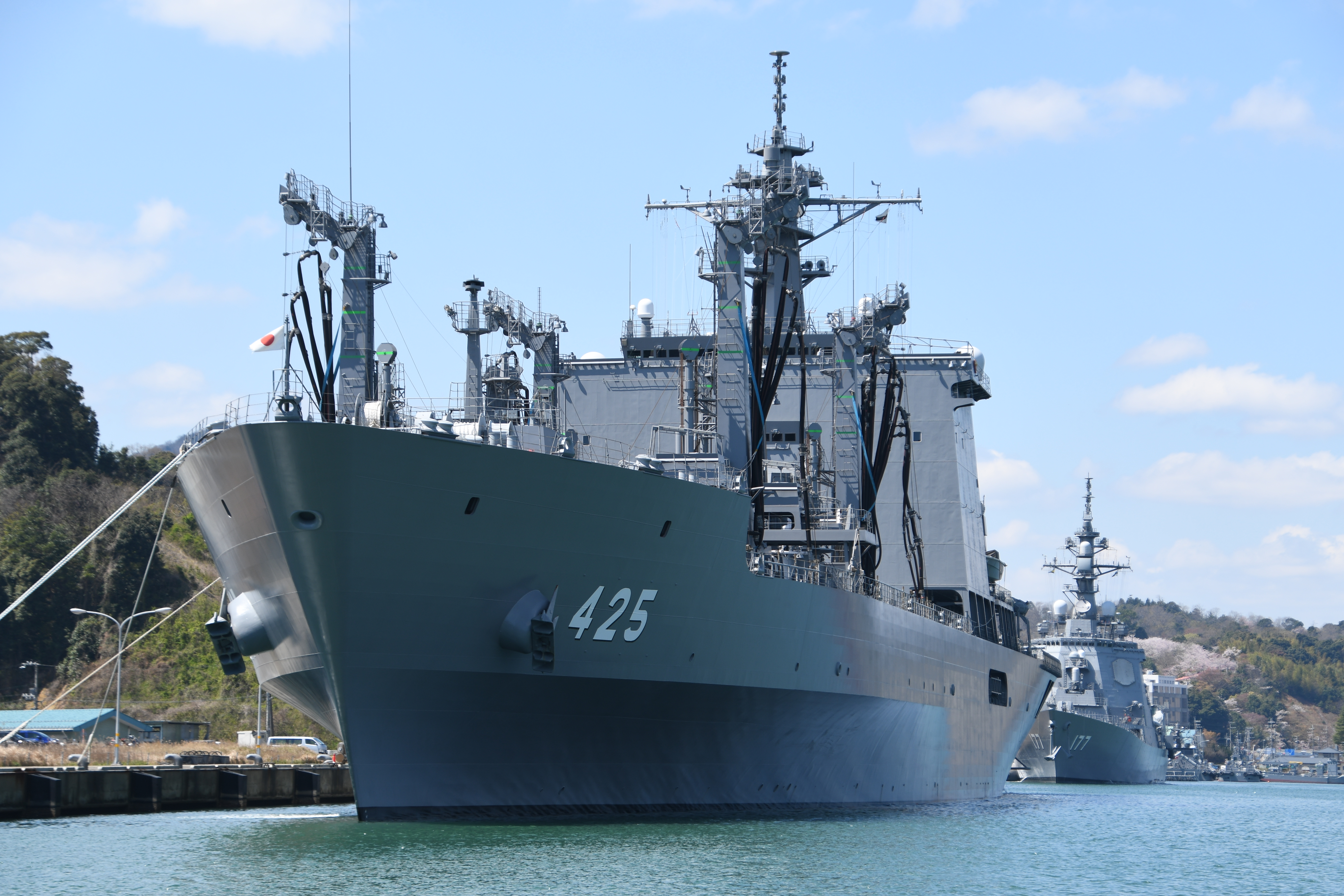
左正面から見た「ましゅう」。艦首の顕著なナックルと、艦首・艦尾の絞り込まれた外形がわかる。
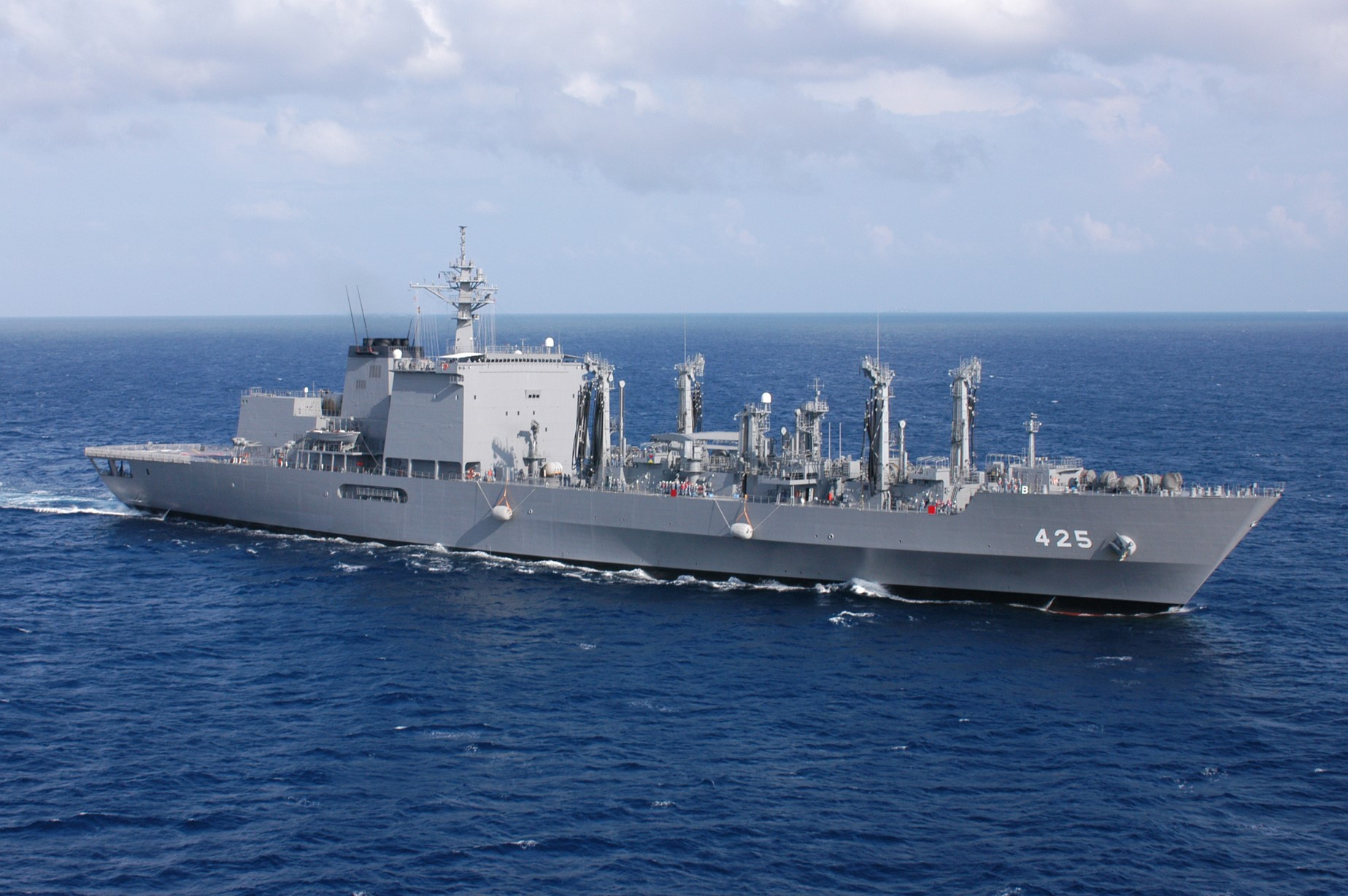
ロービジ塗装になる以前の「ましゅう」

### 機関
本型は、海上自衛隊の補給艦としては初めて、主機関にガスタービンエンジンを採用している。機種としては、第2世代DD（汎用護衛艦）で巡航機として用いられたロールス・ロイス社のスペイSM1Cが選定された。
主機関の合計出力は40,000馬力で、62AOEの26,000馬力と比して大幅に強化されている。これは船型の大型化を補って余りあるものであり、速力は62AOEよりも2ノット優速の24ノットを発揮できるとされている。機械室はパラレル配置とされており、両舷に1基ずつの主機関が設置されて、減速機を介して両舷の推進器を駆動する。推進器としては、スキュー付き5翼の可変ピッチ・プロペラ（CPP）を採用している。
貨油ポンプが蒸気駆動から電気駆動に変更されていることもあって所要電力が大きく、出力1,500キロワットのガスタービン発電機3基とディーゼル発電機1基が搭載され、給電能力が強化されている。
なお水中放射雑音低減の観点から、主機関・減速機・発電機などは防振支持構造となっているほか、プロペラも大径化・低回転数化されている。

## 能力

### 補給機能
とわだ型で確立された手法をベースとして、これを全体的に改良・強化したものとなっている。補給物資搭載量は大幅に増加しており、さらに真水の補給能力も持つ。

#### 洋上補給

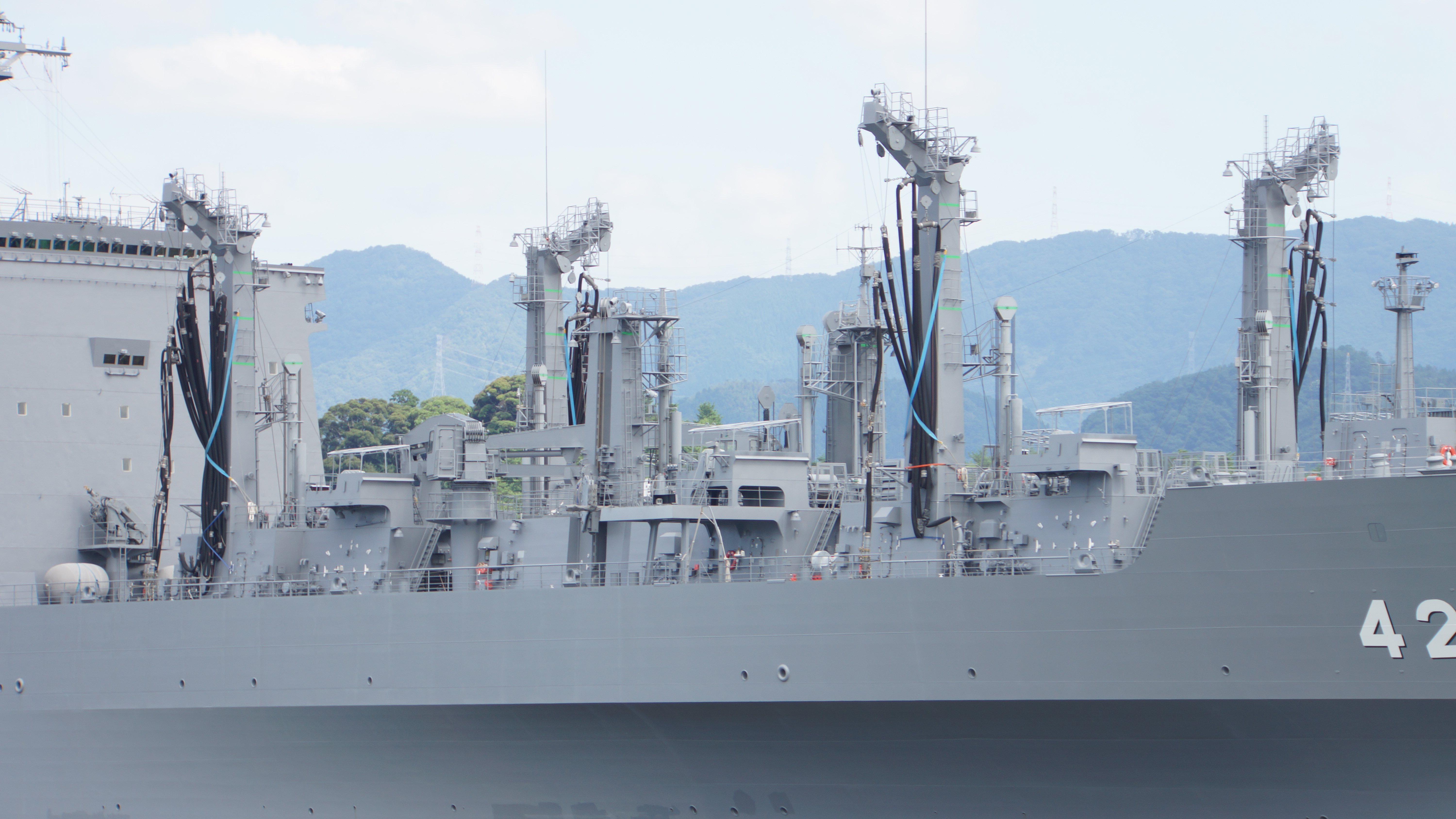
「ましゅう」の補給ステーション。

補給ステーションは6箇所あり、艦橋からの視界改善のため門型からモノポール型に変更されている。中央の2つ（第3/4番）がドライカーゴ用、前後の4つが液体用であり、艦首よりの2つ（第1/2番）は主燃料、艦橋よりの2つ（第5/6番）は主燃料、航空燃料、真水用である。なお、とわだ型より省力化が進められている。
#外部リンクにある「おうみ」と護衛艦「かが」による相互洋上給油訓練映像（蛇管接続・離脱時のみの抜粋）のように、大型艦に対しては2か所のステーションを同時に使用しての給油も可能。（映像では「かが」からの受給訓練も行われている）

#### 補給品格納・荷役

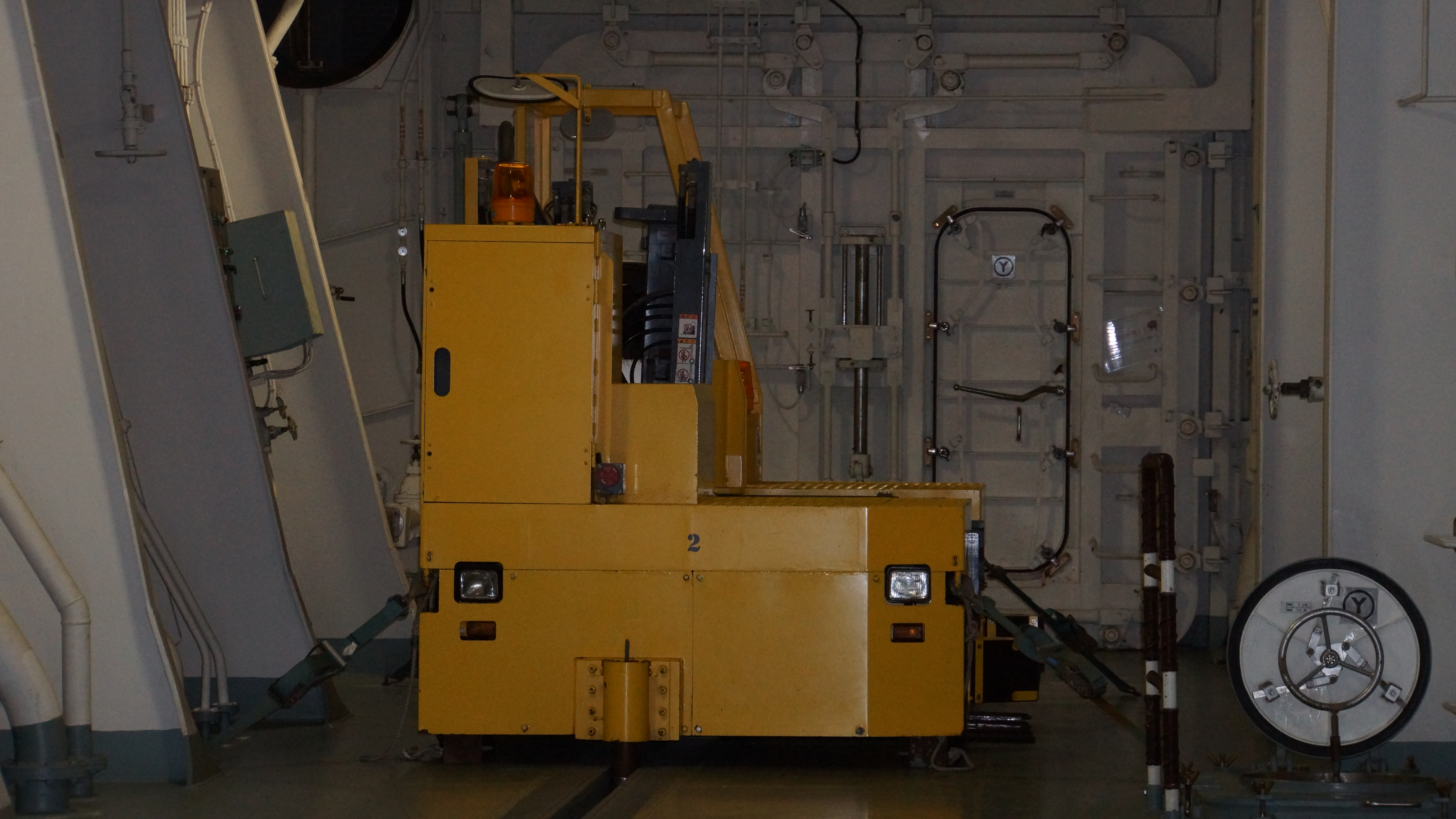
「ましゅう」補給通路のバッテリー式サイドフォークリフト。

液体補給品
液体補給品のタンクは、弾薬庫の防御構造の一部として組み込まれており、弾薬庫の下部に貨油タンク、両サイドは補給用真水タンク、前後は補給用の燃料タンクが配置されている。搭載量は、主燃料と航空燃料はとわだ型比で約1.5倍になっており、貨油は10,000トン近くに達するとみられている。
固形補給品（ドライカーゴ）
第2甲板の両舷にドライカーゴの移送用の補給通路が設置されており、これは艦首から艦尾までほぼ全通している。補給通路上にはレール上を移動するバッテリー式フォークリフト（サイド・フォーク）が設置されており、補給物資を速やかに移送することができる。艦の中央両舷（補給通路上）、および後部左舷（医療区画後部）に昇降機が設置されており、これによって第1甲板と第2甲板の間で物資を移送できる。
弾薬については、第2〜4甲板において各2ヶ所ずつ、計6ヶ所の格納所が設置されている。格納所は前後の計2区画にまとめられており、各区画の格納所同士は昇降機によって連接されている。格納所内では、専用のフォークヘッドトロリーによって物資の移動が行なわれる。
また、食糧についても同様で、艦の中央部に設置された冷凍・冷蔵庫内で昇降機およびコンベアで移送されたのち、第2甲板で補給通路上のサイド・フォークに引き渡される。
#外部リンクの「おうみ」による固形物資移送映像では、冷凍庫～補給通路サイドフォーク～エレベータ～第1甲板～移送～回収の流れが確認できる。

#### 航空補給
海自AOEでは、5,000トン型補給艦「さがみ」（51AOE）でHSS-2ヘリコプターを発着させられるようヘリコプター甲板を設置し、ヘリコプターによる物資移送（VERTREP）に対応した。発展型の8,100トン型補給艦では、MH-53Eヘリコプターに対応できるようヘリコプター甲板を拡張した。
本型では、更にヘリコプター甲板に連続して、VERTREP用の物資を一時集積するための飛行甲板荷扱所を設置した。物資が集積されていない場合、ここを格納庫として利用することができる。ヘリコプター甲板、格納庫のいずれも、建造当時海上自衛隊最大のヘリコプターであったMH-53Eまで対応した。

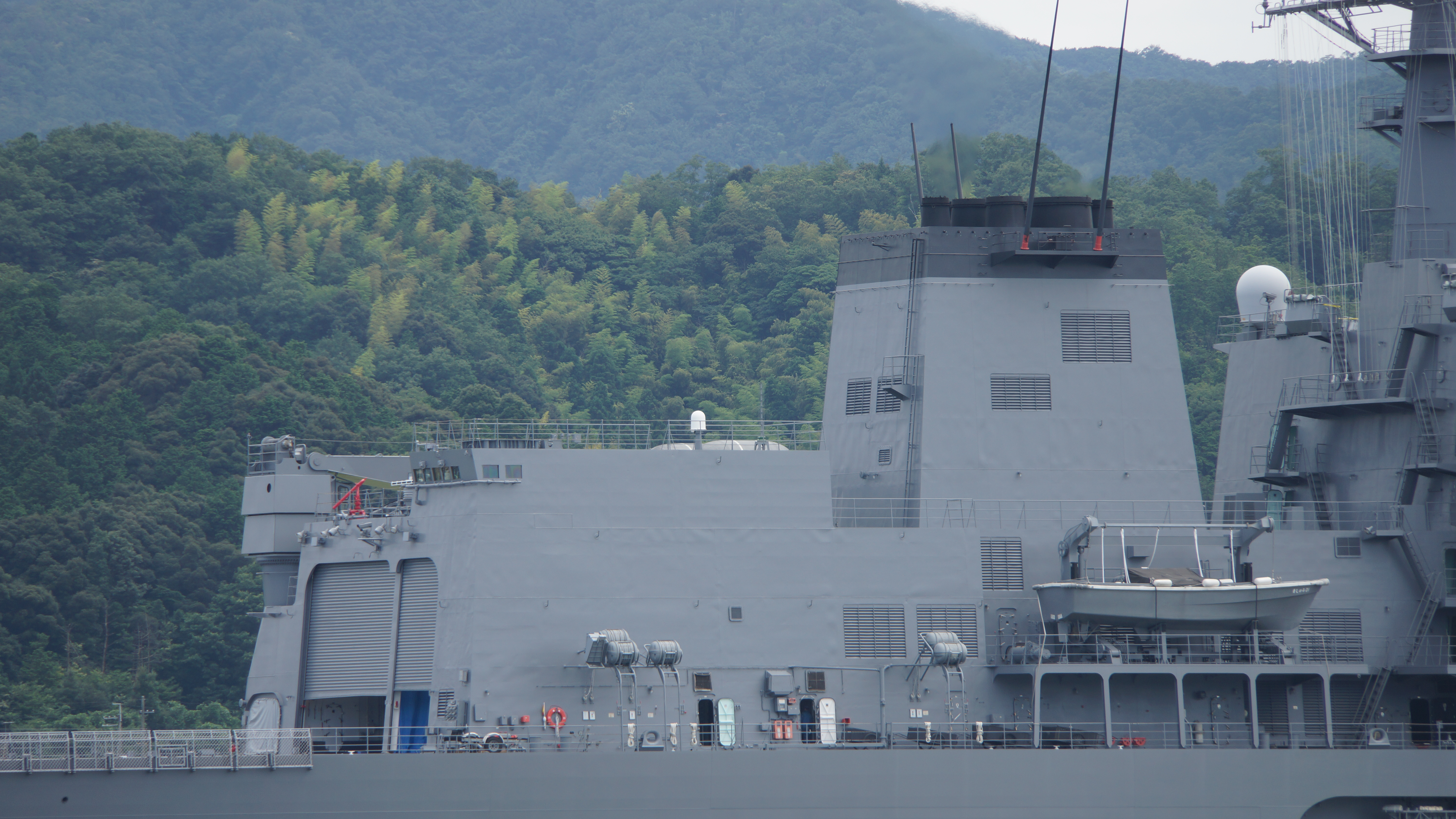
「ましゅう」の飛行甲板荷扱所（煙突に向かって左側のシャッター付き構造物）。
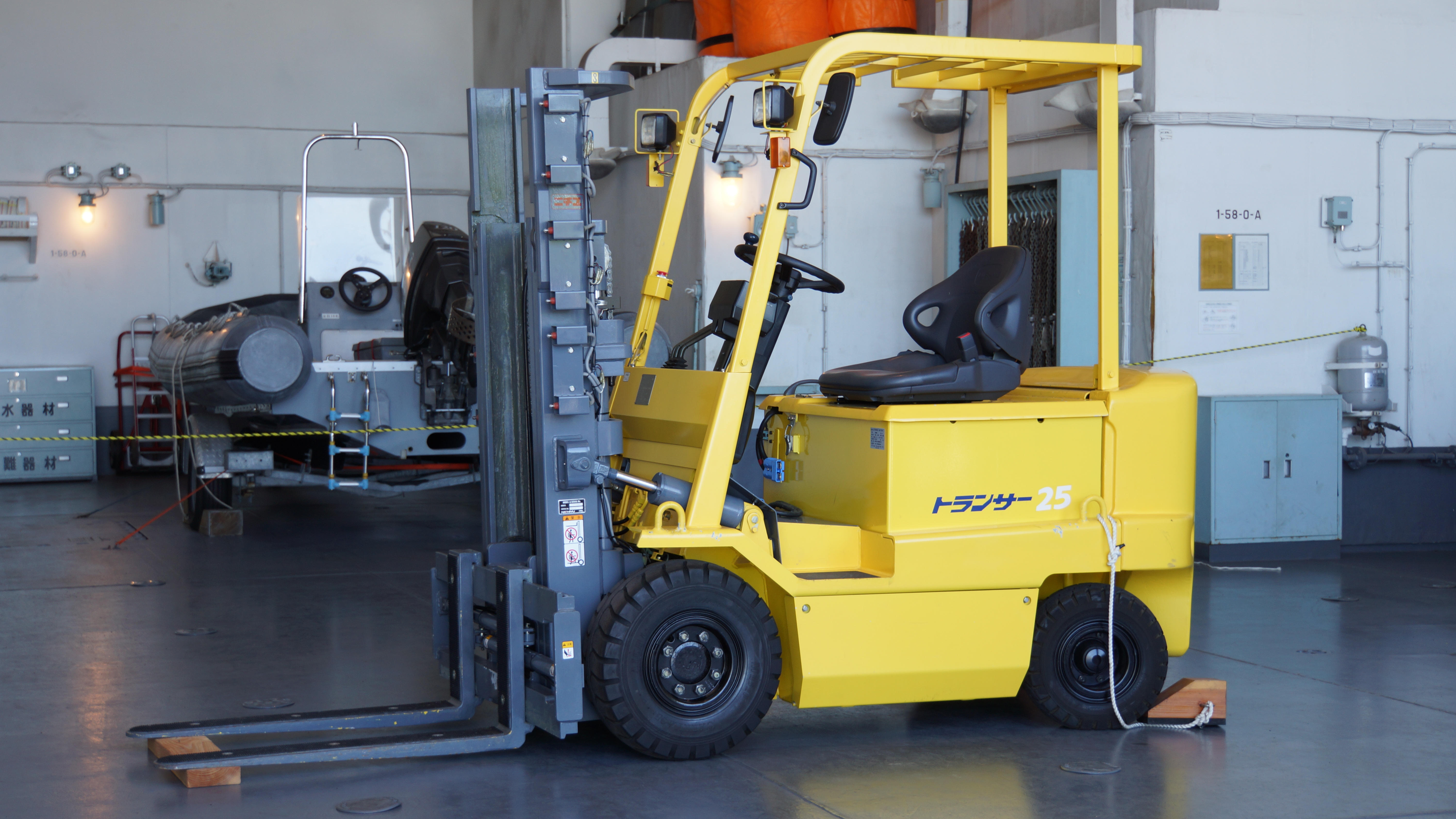
「ましゅう」のバッテリー式フォークリフト。飛行甲板における荷役用。

### 医療機能
本型は、自衛艦として最も高度な医療能力を備えていることで知られている。これは護衛艦隊の洋上後方支援を担当するという任務に対応したものであるが、阪神・淡路大震災規模の大規模災害派遣においても十分に活用できるものとなっている。このことから、災害時などには病院船としての運用が考慮されている。
医療区画は、艦後部、第2甲板レベルに設置されている。区画のすぐ裏には、第1甲板レベルの飛行甲板と第2甲板の間を往復する昇降機が設置されており、昇降機で移送されたストレッチャーを直ちに医療区画に移すことができる。
本型の医療区画は、手術室、集中治療室、X線撮影室、歯科治療室など充実した医療設備を備え、46床の入院設備を有している。重傷者用の第1病室（8床）、軽傷者用の第2病室（30床）、女性用または隔離室としても使える第3病室（7床）に区分されており、収容人数を確保するため、第2病室は二段ベッドを採用している。

### 自衛機能

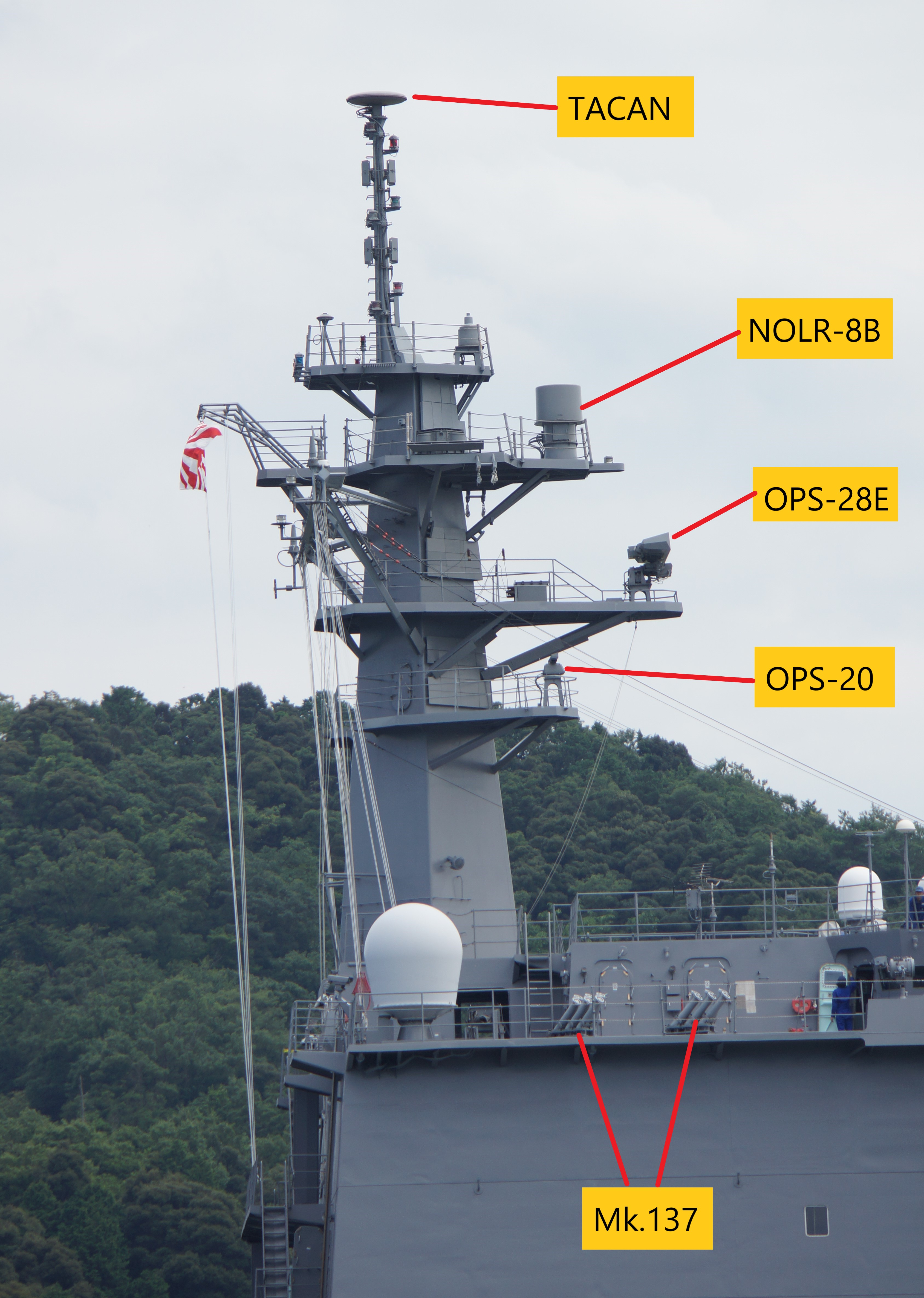
「ましゅう」の装備する電波兵装

対水上捜索用のOPS-28E及び航海用のOPS-20を搭載する。
OPS-28Eはシースキマーの探知も可能とされている。また対空レーダーの搭載も考慮されている。また補給艦として初めて、戦術航法装置（TACAN）も搭載している。
本型は、海自AOEとして初の電子戦装置として、NOLR-8B電波探知装置を搭載している。原型のNOLR-8はミサイル・シーカー波の瞬時探知や全方位同時捜索に対応するなど、対艦ミサイル防御（ASMD）を重視して開発された電波探知装置であり、あさぎり型護衛艦「せとぎり」より装備化されていたものであった。
デコイ発射装置としては、Mk 36 SRBOCを搭載し、Mk.137 6連装チャフ・フレア発射機を艦橋ウイング後方両舷に各2基ずつ装備する。これは62AOEと同様の装備要領であるが、同級では後日装備であったのに対し、本型では当初より搭載した。
艦首と後部格納庫上部には高性能20mm機関砲（CIWS）の後日装備が計画されているが具体的な目処は立っていない。
また、12.7ｍｍ重機関銃等を装備可能な機関銃座が艦橋両舷に装備されている。
機関銃は、自衛隊における区分としては兵装ではなく搭載小火器扱いにはなるが、必要に応じ艦内の格納庫から持ち出され、銃座に設置・運用される。

## 比較表
|              |            | 14,500トン型     | ましゅう型       | とわだ型    | さがみ                                                | はまな                       |
| ------------ | ---------- | ---------------- | ---------------- | ----------- | ----------------------------------------------------- | ---------------------------- |
| 船体         | 基準排水量 | 14,500 t（予定） | 13,500 t         | 8,100 t     | 5,000 t                                               | 2,900 t                      |
| 船体         | 満載排水量 | 不明             | 25,000 t         | 12,100 t    | 11,600 t                                              | 7,550 t                      |
| 船体         | 全長       | 不明             | 221 m            | 167 m       | 146 m                                                 | 128 m                        |
| 船体         | 全幅       | 不明             | 27 m             | 22 m        | 19 m                                                  | 15.7 m                       |
| 主機         | 機関       | 不明             | ガスタービン     | ディーゼル  | ディーゼル                                            | ディーゼル                   |
| 主機         | 出力       | 不明             | 40,000 ps        | 26,000 hp   | 18,500 hp                                             | 5,000 hp                     |
| 主機         | 速力       | 不明             | 24 kt            | 22 kt       | 22 kt                                                 | 16.1 kt                      |
| 兵装         | 砲熕       | 不明             | ―                | ―           | ―                                                     | 40mm連装機銃×1基             |
| ヘリ運用機能 | 搭載容量   | 不明             | 格納庫なし       | 格納庫なし  | 格納庫なし                                            | 格納庫なし                   |
| ヘリ運用機能 | 甲板       | 不明             | あり             | あり        | あり                                                  | ―                            |
| 補給機能     | 貨油タンク | 不明             | あり             | あり        | あり                                                  | あり                         |
| 補給機能     | 搭載物資   | 不明             | 貨油10,000 t近く | 貨油5,700 t | - 艦船用燃料4,500 KL - ジェット燃料220 kL - 糧食4万食 | - 貨油4,000 kL - 真水1,000 t |
| 補給機能     | 洋上補給   | 不明             | 可能             | 可能        | 可能                                                  | 可能                         |
| 医療機能     | 病床       | 不明             | 46床             | ―           | ―                                                     | ―                            |
| 医療機能     | 集中治療室 | 不明             | あり             | ―           | ―                                                     | ―                            |
| 同型艦数     | 同型艦数   | 未定             | 2隻              | 3隻         | 1隻（退役）                                           | 1隻（退役）                  |

|              |            | DDH いずも型                      | DDH ひゅうが型                    | AOE ましゅう型       | LST おおすみ型                        |
| ------------ | ---------- | --------------------------------- | --------------------------------- | -------------------- | ------------------------------------- |
| 船体         | 基準排水量 | 19,500 t                          | 13,950 t                          | 13,500 t             | 8,900 t                               |
| 船体         | 満載排水量 | 26,000 t                          | 19,000 t                          | 25,000 t             | 14,000 t                              |
| 船体         | 全長       | 248 m                             | 197 m                             | 221 m                | 178 m                                 |
| 船体         | 全幅       | 38 m                              | 33 m                              | 27 m                 | 25.8 m                                |
| 主機         | 機関       | ガスタービン                      | ガスタービン                      | ガスタービン         | ディーゼル                            |
| 主機         | 出力       | 112,000 ps                        | 100,000 ps                        | 40,000 ps            | 27,000 ps                             |
| 主機         | 速力       | 30 kt                             | 30 kt                             | 24 kt                | 22 kt                                 |
| 兵装         | 砲熕       | 高性能20mm機関砲×2基              | 高性能20mm機関砲×2基              | 後日装備予定         | 高性能20mm機関砲×2基                  |
| 兵装         | 砲熕       | 12.7mm重機関銃×数基               | 12.7mm重機関銃×7基                | ―                    | ―                                     |
| 兵装         | ミサイル   | SeaRAM 11連装発射機×2基           | Mk.41 VLS×16セル (ESSM、VLA)      | ―                    | ―                                     |
| ヘリ運用機能 | 搭載機     | SH-60J/K×7機 MCH-101×2機 最大14機 | SH-60J/K×3機 MCH-101×1機 最大11機 | 艦内空間転用で搭載可 | 艦内空間転用で搭載可                  |
| ヘリ運用機能 | 同時発着   | 可能(同時に5機)                   | 可能(同時に3機)                   | 不可能(1機のみ)      | 不可能(1機のみ)                       |
| 輸送揚陸機能 | 舟艇       | 作業艇・内火艇のみ                | 作業艇・内火艇のみ                | 作業艇・内火艇のみ   | LCAC×2隻 水陸両用装甲車               |
| 輸送揚陸機能 | RORO機能   | サイドランプ (右舷側)             | サイドランプ (右舷側)             | なし                 | サイドランプ (両舷側)                 |
| 輸送揚陸機能 | 人員       | 便乗者500名                       | 便乗者100名                       | なし                 | 戦闘員330名 / 民間人1,000人           |
| 輸送揚陸機能 | 収容容量   | 大型トラック×50台                 | 小型トラック                      | なし                 | 90式戦車最大18両 大型トラック最大65台 |
| 補給機能     | 貨油タンク | あり                              | なし                              | あり                 | なし                                  |
| 補給機能     | 洋上給油   | 可能（艦船燃料のみ）              | 後日装備予定                      | 可能                 | 不可能                                |
| 医療機能     | 病床       | 35床                              | 8床                               | 46床                 | 8床                                   |
| 医療機能     | 集中治療室 | あり                              | あり（病床含む）                  | あり                 | あり（病床2床含む）                   |
| 同型艦数     | 同型艦数   | 2隻                               | 2隻                               | 2隻                  | 3隻                                   |

## 同型艦
| 艦番号  | 艦名     | 建造                        | 起工                        | 進水                        | 就役                        | 所属                                 |
| ------- | -------- | --------------------------- | --------------------------- | --------------------------- | --------------------------- | ------------------------------------ |
| AOE-425 | ましゅう | 三井造船 玉野事業所         | 2002年 （平成14年） 1月21日 | 2003年 （平成15年） 2月5日  | 2004年 （平成16年） 3月15日 | 第1海上補給隊 （定係港：舞鶴基地）   |
| AOE-426 | おうみ   | ユニバーサル造船 舞鶴事業所 | 2003年 （平成15年） 2月7日  | 2004年 （平成16年） 2月19日 | 2005年 （平成17年） 3月3日  | 第1海上補給隊 （定係港：佐世保基地） |

## 登場作品

### 映画
『男たちの大和/YAMATO』
「ましゅう」が登場。冒頭にて、2004年秋から2005年5月にかけての対テロ作戦支援任務によるインド洋派遣を終えて母港である舞鶴基地に帰還した際に入港する様子と、乗組員が舞鶴基地の海上自衛隊員や派遣隊員の家族、それに市民による歓迎を受けている光景が映されている。

### 漫画
『空母いぶき』
「おうみ」が登場。架空の航空機搭載型護衛艦「いぶき」を旗艦とする第5護衛隊群に所属している。

### 小説
『ルーントルーパーズ 自衛隊漂流戦記』
架空艦「しだか」が登場。国連軍としてアフリカに派遣される国連平和維持軍派遣艦隊に配備されていたが、艦隊とともに異世界に飛ばされてしまう。また、派遣にあたって高性能20mm機関砲が搭載されている。

### 模型
『1/700SPRシリーズ 海上自衛隊補給艦 ましゅう (AOE-425）』（ピットロード）
　最初の模型化で喫水線まで再現されたウォーターラインレジンキャストモデル。
『1/700ウォーターラインシリーズ 海上自衛隊 補給艦 ましゅう』（青島文化教材社）
　プラモデルで発売されたウォーターラインモデル。
　尚、先行発売された「補給艦 ましゅう SP 邦人救出作戦」ではボーナスパーツとして、航空機パーツ(回転翼機、AH-1・AH-64D・CH-47、固定翼機、F-2・F-35・B-2・RQ-4)車両パーツ(機動戦闘車、AAV7)に加え、他の全通甲板艦(いずも型・ひゅうが型)用改造パーツであるスキージャンプ台が付属された。
『1/700ウォーターラインシリーズ 海上自衛隊 補給艦 おうみ』（青島文化教材社）
　2017年11月現在先行発売された「海上自衛隊 補給艦 おうみ SP 諸島防衛作戦」が販売されており、ボーナスパーツとして、航空機パーツ(回転翼機、AH-1W・OH-1・SH-60K、固定翼機、F-2・AV-8B・P-3C)車両パーツ(AAV7、MLRS)に加え、こちらも改造パーツであるスキージャンプ台が付属された。
　翌年1月にボーナスパーツを除外したノーマル版も発売している。